# Eleccions municipals de València de 1917
Les eleccions municipals de València de 1917 van ser unes eleccions celebrades a València el 12 de novembre de 1917 per a elegir els regidors de l'Ajuntament de València. Van ser les primeres eleccions municipals celebrades després de la instauració de la monarquia constitucional a Espanya l'any 1869.

## Resultats
| Districte                 | Candidats                      | Electe | Partit | Vots  |
| ------------------------- | ------------------------------ | ------ | ------ | ----- |
| CENTRE (2 regidors)       | Ernesto Salvador Samper        | Sí     | PURA   | 937   |
| CENTRE (2 regidors)       | Juan Bautista Bellveser Ibáñez | Sí     | CT     | 648   |
| CENTRE (2 regidors)       | Ricardo Ibáñez Sánchez         | No     | PC-M   | 476   |
| CENTRE (2 regidors)       | Bernardo Vázquez Sanjuán       | No     | PRR    | 413   |
| CENTRE (2 regidors)       | Mariano Ferrandis Agulló       | No     | JV     | 45    |
| CENTRE (2 regidors)       | ... Ochando ...                | No     | Ind    | 37    |
| CENTRE (2 regidors)       |                                |        | 2.556  |       |
| AUDIÈNCIA (2 regidors)    | Gerardo Carreres Bayarri       | Sí     | PURA   | 1.142 |
| AUDIÈNCIA (2 regidors)    | José Feo Cremades              | Sí     | CT     | 765   |
| AUDIÈNCIA (2 regidors)    | Fernando Miranda Virto         | No     | PC     | 573   |
| AUDIÈNCIA (2 regidors)    | Emilio Campos Crespo           | No     | JV     | 56    |
| AUDIÈNCIA (2 regidors)    |                                |        | 2.536  |       |
| UNIVERSITAT (2 regidors)  | Félix Blanch Perpiñá           | Sí     | LC     | 938   |
| UNIVERSITAT (2 regidors)  | Tomás Ortega García            | Sí     | PURA   | 717   |
| UNIVERSITAT (2 regidors)  | Vicente Obrer Bonet            | No     | PC     | 299   |
| UNIVERSITAT (2 regidors)  | Manuel Osset Merle             | No     | CT     | 299   |
| UNIVERSITAT (2 regidors)  |                                |        | 2.253  |       |
| TEATRE (2 regidors)       | Blas Cortés Gil                | Sí     | PURA   | 633   |
| TEATRE (2 regidors)       | Rafael Culla Muñoz             | Sí     | PL     | 614   |
| TEATRE (2 regidors)       | Francisco Moliner Alio         | No     | PC     | 594   |
| TEATRE (2 regidors)       | Maximiliano Thous Orts         | No     | JV     | 364   |
| TEATRE (2 regidors)       | José Luis Pérez Manglano       | No     | PL     | 308   |
| TEATRE (2 regidors)       | Vicente Carrasquer Márquez     | No     | PRR    | 283   |
| TEATRE (2 regidors)       |                                |        | 2.796  |       |
| HOSPITAL (3 regidors)     | Manuel Juan Ruiz               | Sí     | PURA   | 1.449 |
| HOSPITAL (3 regidors)     | José March Salvador            | Sí     | PURA   | 1.174 |
| HOSPITAL (3 regidors)     | Miguel Ortega Mocholí          | Sí     | PC     | 898   |
| HOSPITAL (3 regidors)     | Joaquín Uguet Soriano          | No     | PL     | 706   |
| HOSPITAL (3 regidors)     | José Barrera Torrens           | No     |        | 606   |
| HOSPITAL (3 regidors)     | Pedro Alamar Ruiz              | No     | CT     | 466   |
| HOSPITAL (3 regidors)     |                                |        | 5.299  |       |
| MISERICÒRDIA (3 regidors) | Juan Dorda Morera              | Sí     | PC     | 903   |
| MISERICÒRDIA (3 regidors) | Juan Barral Pastor             | Sí     | FR     | 564   |
| MISERICÒRDIA (3 regidors) | Antonio Torrero Romero         | Sí     | FR     | 525   |
| MISERICÒRDIA (3 regidors) | José María Gómez Cabedo        | No     | CR     | 429   |
| MISERICÒRDIA (3 regidors) | José Martínez Lechón           | No     | AM     | 353   |
| MISERICÒRDIA (3 regidors) | Daniel Olcina Ribes            | No     | CT     | 300   |
| MISERICÒRDIA (3 regidors) |                                |        | 3.074  |       |
| MUSEU (2 regidors)        | Manuel Taroncher Ajado         | Sí     | FR     | 910   |
| MUSEU (2 regidors)        | José Igual Torres              | Sí     | PL     | 891   |
| MUSEU (2 regidors)        | Mariano López Noguera          | No     | Ind    | 691   |
| MUSEU (2 regidors)        |                                |        | 2.492  |       |
| RUSSAFA (2 regidors)      | José María Bernal Peris        | Sí     | PC     | 918   |
| RUSSAFA (2 regidors)      | Juan Bort Olmos                | Sí     | Ind    | 786   |
| RUSSAFA (2 regidors)      | José Romero                    | No     | CR     | 549   |
| RUSSAFA (2 regidors)      |                                |        | 2.253  |       |
| VEGA (3 regidors)         | Simón Casanova                 | Sí     | Ind    | 1.262 |
| VEGA (3 regidors)         | Juan Bautista Martí            | Sí     | Ind    | 1.253 |
| VEGA (3 regidors)         | Francisco Donderis Senent      | Sí     | FR     | 981   |
| VEGA (3 regidors)         | Joaquín Martínez García        | No     | FR     | 901   |
| VEGA (3 regidors)         | Arturo Villarroya              | No     | PC     | 846   |
| VEGA (3 regidors)         | Manuel Iranzo Benedito         | No     | PL     | 808   |
| VEGA (3 regidors)         |                                |        | 6.051  |       |
| PORT (2 regidors)         | Fidel Gurrea Olmos             | Sí     | PL     | 1.063 |
| PORT (2 regidors)         | Vicente Miquel Chillida        | Sí     | FR     | 887   |
| PORT (2 regidors)         | Vicente Gallart                | No     | PL     | 810   |
| PORT (2 regidors)         |                                |        | 2.760  |       |